# Клермонт (Іллінойс)
Клермонт (англ. Claremont) — селище (англ. village) в США, в окрузі Ричленд штату Іллінойс. Населення — 161 особа (2020).

## Географія
Клермонт розташований за координатами 38°43′6″ пн. ш. 87°58′30″ зх. д. / 38.71833° пн. ш. 87.97500° зх. д. (38.718451, -87.974905).  За даними Бюро перепису населення США в 2010 році селище мало площу 2,96 км², уся площа — суходіл. В 2017 році площа становила 2,07 км², уся площа — суходіл.

## Демографія
Згідно з переписом 2010 року, у селищі мешкало 176 осіб у 80 домогосподарствах у складі 50 родин. Густота населення становила 59 осіб/км².  Було 91 помешкання (31/км²).
Расовий склад населення:
| - 99,4 % — білих - 0,6 % — азіатів |

До двох чи більше рас належало 0,0 %. Частка іспаномовних становила 0,0 % від усіх жителів.
За віковим діапазоном населення розподілялося таким чином: 18,2 % — особи молодші 18 років, 62,5 % — особи у віці 18—64 років, 19,3 % — особи у віці 65 років та старші. Медіана віку мешканця становила 45,7 року. На 100 осіб жіночої статі у селищі припадало 102,3 чоловіків;  на 100 жінок у віці від 18 років та старших — 92,0 чоловіків також старших 18 років.
Середній дохід на одне домашнє господарство  становив 74 507 доларів США (медіана — 44 583), а середній дохід на одну сім'ю — 88 799 доларів (медіана — 52 750). За межею бідності перебувало 10,7 % осіб, у тому числі 7,1 % дітей у віці до 18 років та 15,0 % осіб у віці 65 років та старших.
Цивільне працевлаштоване населення становило 104 особи. Основні галузі зайнятості: освіта, охорона здоров'я та соціальна допомога — 18,3 %, роздрібна торгівля — 16,3 %, виробництво — 14,4 %.